# هيلين ماكاي
هيلين ماريون ماكفرسون ماكاي‏(بالإنجليزية: Helen Marion Macpherson Mackay)‏ (23 مايو 1891 - 15 يوليو 1965) كانت طبيبة أطفال بريطانية. قدمت مساهمات هامة لفهم سوء التغذية لدى الأطفال والطب الوقائي. كان ماكاي أول زميلة في كلية الأطباء الملكية.
عقب تخرجها من كلية لندن للطب للنساء (حالياً جزء من مدرسة طب كلية لندن الجامعية)، عملت ماكاي في مستشفى الملكة إليزابيث للأطفال حيث كانت أول طبيبة تعمل هناك، كما كانت من أوائل النساء التي تُعين مستشاراً فيها.
كانت هيلين ماكاي أول شخص يبحث في فقر الدم لدى الرُضع وعزت نقص الحديد كعامل هام في ذلك. أدى هذا إلى حدوث تغييرات في تغذية الأطفال لصالح الرضاعة الطبيعية على مُركبات الرضاعة البديلة في المملكة المتحدة.

## حياتها المبكرة وتعليمها
ولدت ماكاي في إنفرنيس، اسكتلندا، في 23 مايو 1891 للأب دنكان لاشلان ماكفيرسون ماكاي والأم ماريون جوردون كامبل (كان اسمها ويمبرلي قبل زواجها)، أمضت ماكاي بعض طفولتها في بورما، حيث كانت تدرس في المنزل. عمل والدها في الخدمة المدنية الهندية هناك. كان تعليمها المبكر في مدرسة شلتنهام المستقلة للفتيات في إنجلترا. ثم التحقت بكلية الطب الملكي في مستشفى لندن الملكي للنساء (حالياً جزء من مدرسة طب كلية لندن الجامعية) وحصلت على درجة بكالوريوس في الطب والجراحة عام 1914 ثم حصلت على درجة الدكتوراه في الطب عام 1917. في حين تولت تحرير مجلة لندن للطب للنساء وهي مجلة للطبييات.

## مسيرتها المهنية الطبية والبحثية
تخصصت ماكاي في طب الأطفال. وكانت أول طبيبة في مستشفى الملكة إليزابيث للأطفال وفيما بعد كانت من أولى النساء اللواتي وظفنّ كمستشارات فيها. وفي 1919، انتقلت ماكاي إلى فيينا حيث درست كساح الأطفال وأمراض سوء التغذية الأخرى في معهد ليستر للطب الوقائي كجزء من زمالة بيت للأبحاث. بقيت في فيينا حتى عام 1922 عندما واصلت بحثها في المملكة المتحدة. كان ماكاي عضواً من فريق بريطاني تقوده هارييت تشيك التي أظهرت دراساتها أهمية زيت كبد سمك القد وضوء الشمس في منع الكساح وعلاجه.
خلال عملها على إيجاد سبب الكساح، لاحظت ماكاي أن جميع الرضع في دراستها يعانون من فقر الدم وبالتالي أصبحت مهتمة في معرفة سبب هذا. عادت ماكاي إلى لندن وأجرت أول تحقيق حول فقر الدم عند الرضع بمساعدة خبير الإحصاء الطبي ميجور غرينوود. اكتشفت ماكاي أن نقص الحديد كان له دور هام في التسبب بفقر الدم لدى الأطفال. واكتشفت أيضاً أن الأطفال الذين يرضعون رضاعة طبيعية لديهم فرصة أقل في الإصابة بفقر الدم من أولئك الذين يتغذون حليباً اصطناعياً. قدم بحثها أيضاً أدلة دامغة أظهرت أن الرضع الذين تغذوا بعنصر الحديد أصيبوا بعدوى أقل واكتسبوا وزناً أكثر وكانوا أكثر صحة بشكل عام. لُخصّت نتائج دراساتها في موجز «فقر الدم الغذائي في مرحلة الطفولة» ونشرته عام 1931. كانت ماكاي أول شخص يحاول تعريف فقر الدم عن طريق تحديد الحد الأدنى لتركيز الهيموغلوبين الطبيعي. إن تعريف منظمة الصحة العالمية لفقر الدم يشبه إلى حد كبير تعريف ماكاي. حصلت ماكاي على جائزة داوسون التذكارية في طب الأطفال وحازت على زمالة الرابطة الطبية البريطانية وزمالة إرنست هارت التذكارية للأبحاث العلمية في مجال الطب الوقائي.
في 1934 أصبحت ماكاي أول امرأة تحصل على زمالة كلية الأطباء الملكية تقديراً لأبحاثها في فقر الدم التغذوي. وواصلت العمل على البحث الذي يركز على الرضاعة الطبيعية والرضاعة الاصطناعية وأمراض نقص التغذية.

## حياتها اللاحقة ووفاتها
كانت هيلين ماكاي قلقة بشأن تأثير الظروف الاجتماعية على صحة الطفل ونموه. ومن أجل التصدي لذلك، ساعدت في إنشاء عيادات في هاكني، حيث تمكنت ماكاي من مساعدة الأمهات والرضع في مجتمعها.
في 1945، انتُخبت هيلين ماكاي كعضو في جمعية طب الأطفال البريطانية، حيث كانت واحدة من أوائل النساء الأعضاء بها. كما واصلت العمل كاستشاري أطفال في مستشفى الأم، في كلابتون ومستشفى هاكني حتى 1959. توفيت ماكاي في 17 يوليو 1965 بالسكتة الدماغية. ودفنت بعد ذلك بثلاثة أيام في محرقة غولديرز غرين في لندن.

## التكريمات والجوائز
- زمالة بيت للأبحاث (1919-1922)
- زمالة إرنست هارت التذكارية للأبحاث العلمية، الجمعية الطبية البريطانية
- جائزة داوسون التذكارية (في طب الأطفال)
- زمالة كلية الاطباء الملكية (1934)
- رئيس اللجنة الاستشارية لأطباء الأطفال[3]
- رئيس قسم أمراض الأطفال، الجمعية الملكية للطب[6]